# قوه يان
قوه يان (بالصينية: 郭焱) (من مواليد 24 يونيو 1982) هو لاعب كرة الطاولة من الصين.
شاركت في دورة الألعاب الآسيوية 2006 في الدوحة بقطر.

## روابط خارجية
- قوه يان على موقع منظمة تنس الطاولة العالمي (الإنجليزية)
- قوه يان على موقع اللجنة الأولمبية الصينية (الإنجليزية)